# Lista skrótów i skrótowców używanych w prawie
Lista skrótów i skrótowców używanych w prawie – wykaz skrótów i skrótowców stosowanych w dokumentach prawnych.

## Publikatory aktów prawnych
- Dz. U. (DzU lub Dz.U.)[3] – Dziennik Ustaw
- M.P. – Monitor Polski
- MSiG – Monitor Sądowy i Gospodarczy
- MSiG-Ogl – Monitor Sądowy i Gospodarczy – Część Ogłoszenia
- M.S.”B” – Monitor Spółdzielczy ”B”
- M.P.”B” – Monitor Polski B
- Dz.Urz.NBP – Dziennik Urzędowy Narodowego Banku Polskiego
- Dz.Urz.Min.Fin. – Dziennik Urzędowy Ministerstwa Finansów (do 2000 r.)
- Dz.Urz.ZUS. – Dziennik Urzędowy Zakładu Ubezpieczeń Społecznych
- Dz.Urz.Min.Spr. – Dziennik Urzędowy Ministerstwa Sprawiedliwości (do 2000 r.)
- Dz.Urz.Ministra Sprawiedl. – Dziennik Urzędowy Ministra Sprawiedliwości (od 2001 r.)
- Dz.Urz.MF – Dziennik Urzędowy Ministra Finansów (od 2001 r.)
- Dz.Urz.MPiPS – Dziennik Urzędowy Ministerstwa Pracy i Polityki Socjalnej
- Dz.Urz.MEN – Dziennik Urzędowy Ministerstwa Edukacji Narodowej
- Dz.Urz.Ministra EN. – Dziennik Urzędowy Ministra Edukacji Narodowej
- Dz.Urz.MENiS – Dziennik Urzędowy Ministra Edukacji Narodowej i Sportu
- Dz.Urz.Min.Zdr. – Dziennik Urzędowy Ministerstwa Zdrowia
- Dz.Urz.MZiOS – Dziennik Urzędowy Ministerstwa Zdrowia i Opieki Społecznej
- Dz.Urz,MZ – Dziennik Urzędowy Ministra Zdrowia
- Dz.Urz.MSW – Dziennik Urzędowy Ministerstwa Spraw Wewnętrznych
- Dz.Urz.MSWiA – Dziennik Urzędowy Ministerstwa Spraw Wewnętrznych i Administracji
- Dz.Urz.Ministra SWiA – Dziennik Urzędowy Ministra Spraw Wewnętrznych i Administracji
- Dz.Urz.MON – Dziennik Urzędowy Ministra Obrony Narodowej
- Dz.Urz.MRiRR – Dziennik Urzędowy Ministerstwa Rolnictwa i Reform Rolnych
- Dz.Urz.Min.Rol. – Dziennik Urzędowy Ministerstwa Rolnictwa
- Dz.Urz.MRiGŻ – Dziennik Urzędowy Ministerstwa Rolnictwa i Gospodarki Żywnościowej
- Dz.Urz.MRLiGZ – Dziennik Urzędowy Ministerstwa Rolnictwa Leśnictwa i Gospodarki Żywnościowej
- Dz.Urz.MRiRW – Dziennik Urzędowy Ministerstwa Rolnictwa i Rozwoju Wsi
- Dz.Urz.Ministra RiRW – Dziennik Urzędowy Ministra Rolnictwa i Rozwoju Wsi
- Dz.Urz.MKiS – Dziennik Urzędowy Ministerstwa Kultury i Sztuki
- Dz.Urz.MKiDN – Dziennik Urzędowy Ministerstwa Kultury i Dziedzictwa Narodowego (do 2000 r.)
- Dz.Urz.Ministra KiDN – Dziennik Urzędowy Ministra Kultury i Dziedzictwa Narodowego (do końca 2001 r.)
- Dz.Urz,MK – Dziennik Urzędowy Ministra Kultury (2001–2005 r.)
- Dz.Urz.MKiDN – Dziennik Urzędowy Ministra Kultury i Dziedzictwa Narodowego (od 2005 r.)
- Dz.Urz.GUS – Dziennik Urzędowy Głównego Urzędu Statystycznego
- Dz.Urz.KPW – Dziennik Urzędowy Komisji Papierów Wartościowych (do 1997 r.)
- Dz.Urz.KPWiG – Dziennik Urzędowy Komisji Papierów Wartościowych i Giełd (199 –2006 r.)
- Dz.Urz.Min.NiKBN – Dziennik Urzędowy Ministra Nauki i Komitetu Badań Naukowych (2001–2004 r.)
- Dz.Urz.Min.NiliKBN – Dziennik Urzędowy Ministra Nauki i Informatyzacji i Komitetu Badań Naukowych (2004–2005 r.)
- Dz.Urz.MNiKBN – Dziennik Urzędowy Ministra Nauki i Informatyzacji
- Dz.Urz.KIE – Dziennik Urzędowy Komitetu Integracji Europejskiej
- Dz.Urz.MTiGM – Dziennik Urzędowy Ministra Transportu i Gospodarki Wodnej
- Dz.Urz.MSZ – Dziennik Urzędowy Ministra Spraw Zagranicznych
- Dz.Urz.UOKiK – Dziennik Urzędowy Urzędu Ochrony Konkurencji i Konsumentów
- Dz.Urz.MSP – Dziennik Urzędowy Ministra Skarbu Państwa
- Dz.Urz.KGP – Dziennik Urzędowy Komendy Głównej Policji
- Dz.Urz.GUM – Dziennik Urzędowy Głównego Urzędu Miar
- Dz.Urz.KGPSP – Dziennik Urzędowy Komendy Głównej Państwowej Straży Pożarnej
- Dz.Urz.MŚiGIOŚ – Dziennik Urzędowy Ministra Środowiska i Głównego Inspektora Ochrony Środowiska
- Dz.Urz.MI – Dziennik Urzędowy Ministra Infrastruktury
- Dz.Urz.ULC – Dziennik Urzędowy Urzędu Lotnictwa Cywilnego
- Dz.Urz.WUG – Dziennik Urzędowy Wyższego Urzędu Górniczego
- Dz.Urz.UMiRM – Dziennik Urzędowy Urzędu Mieszkalnictwa i Rozwoju (do 2003 r.)
- Dz.Urz.KGSG – Dziennik Urzędowy Komendy Głównej Straży Granicznej
- Dz.Urz.UPRP – Dziennik Urzędowy Urzędu Patentowego Rzeczypospolitej Polskiej
- Dz.Urz.KNUiFE – Dziennik Urzędowy Komisji Nadzoru Ubezpieczeń i Funduszy Emerytalnych
- Dz.Urz.URiTP – Dziennik Urzędowy Urzędu Regulacji Telekomunikacji i Poczty (do 2006 r.)
- B.I.L.P – Biuletyn Informacyjny Lasów Państwowych
- Dz.Urz.ABW – Dziennik Urzędowy Agencji Bezpieczeństwa Wewnętrznego
- Dz.Urz.CBA – Dziennik Urzędowy Centralnego Biura Antykorupcyjnego
- Dz.Urz.CZSW – Dziennik Urzędowy Centralnego Zarządu Służby Więziennej
- Dz.Urz.MNiSW – Dziennik Urzędowy Ministra Nauki i Szkolnictwa Wyższego
- Dz.Urz.PAA – Dziennik Urzędowy Państwowej Agencji Atomistyki
- NFZ – Zarządzenia Prezesa Narodowego Funduszu Zdrowia
- Dz.Urz.MTiB – Dziennik Urzędowy Transportu i Budownictwa
- Dz.Urz.MEiN – Dziennik Urzędowy Ministra Edukacji i Nauki
- Dz.Urz.UKE – Dziennik Urzędowy Urzędu Komunikacji Elektronicznej
- Dz.Urz,MT – Dziennik Urzędowy Ministra Transportu
- Dz.Urz.PKRUS – Dziennik Urzędowy Prezesa Kasy Rolniczego Ubezpieczenia Społecznego
- Dz.Urz.MB – Dziennik Urzędowy Ministra Budownictwa
- Dz.Urz.MGM – Dziennik Urzędowy Ministra Gospodarki Morskiej
- Dz.Urz.KNF – Dziennik Urzędowy Komisji Nadzoru Finansowego
- Dz.Urz.MPiPSp – Dziennik Urzędowy Ministra Pracy i Polityki Społecznej
- Dz.Urz.MPS – Dziennik Urzędowy Ministra Polityki Społecznej (do 2005 r.)
- Dz.Urz,MG – Dziennik Urzędowy Ministra Gospodarki
- Dolno. – Dziennik Urzędowy Województwa Dolnośląskiego
- Kujaw. – Dziennik Urzędowy Województwa Kujawsko-Pomorskiego
- Lubel. – Dziennik Urzędowy Województwa Lubelskiego
- Lubus. – Dziennik Urzędowy Województwa Lubuskiego
- Łódzk. – Dziennik Urzędowy Województwa Łódzkiego
- Małop. – Dziennik Urzędowy Województwa Małopolskiego
- Mazow. – Dziennik Urzędowy Województwa Mazowieckiego
- Opols. – Dziennik Urzędowy Województwa Opolskiego
- Podka. – Dziennik Urzędowy Województwa Podkarpackiego
- Podla. – Dziennik Urzędowy Województwa Podlaskiego
- Pomor. – Dziennik Urzędowy Województwa Pomorskiego
- Śląsk. – Dziennik Urzędowy Województwa Śląskiego
- Święt. – Dziennik Urzędowy Województwa Świętokrzyskiego
- Warmi. – Dziennik Urzędowy Województwa Warmińsko-Mazurskiego
- Wielk. – Dziennik Urzędowy Województwa Wielkopolskiego
- Zacho. – Dziennik Urzędowy Województwa Zachodniopomorskiego

## Akty prawne - najważniejsze ustawy
- k.c. – kodeks cywilny
- k.h. – kodeks handlowy
- k.k. – kodeks karny
- k.k.s. – kodeks karny skarbowy
- k.k.w. – kodeks karny wykonawczy
- k.m. – kodeks morski z 2001 r.
- k.p. – kodeks pracy
- k.p.a. – kodeks postępowania administracyjnego
- k.p.c. – kodeks postępowania cywilnego
- k.p.k. – kodeks postępowania karnego
- k.p.s.w. – kodeks postępowania w sprawach o wykroczenia
- k.r.o. – kodeks rodzinny i opiekuńczy
- k.s.h. – kodeks spółek handlowych
- k.w. – kodeks wykroczeń
- k.z. – kodeks zobowiązań
- o.p. – ustawa – Ordynacja podatkowa
- p.a.s.c. – ustawa – Prawo o aktach stanu cywilnego
- p.b. – ustawa z 1994 r. – Prawo budowlane
- p.b. z 1974 r. – ustawa z 1974 r. – Prawo budowlane
- p.d.g. – ustawa – Prawo działalności gospodarczej
- p.e. – ustawa – Prawo energetyczne
- p.g.g. z 1994 r. – ustawa z 1994 r. – Prawo geologiczne i górnicze
- p.g.g. – ustawa z 2011 r. – Prawo geologiczne i górnicze
- p.g.k. – ustawa z 1989 roku – Prawo geodezyjne i kartograficzne
- p.o.ś. – ustawa – Prawo ochrony środowiska
- p.p.o.p.w. – ustawa – Prawo o publicznym obrocie papierami wartościowymi
- p.p.s.a. – Prawo o postępowaniu przed sądami administracyjnymi
- p.r.d. – ustawa – Prawo o ruchu drogowym
- p.sz.w. – ustawa z 2005 r. – Prawo o szkolnictwie wyższym
- p.t. – ustawa z 2004 r. – Prawo telekomunikacyjne
- p.t. z 2000 r. – ustawa z 2000 r. – Prawo telekomunikacyjne
- p.u.n. – ustawa – Prawo upadłościowe i naprawcze
- p.u.s.a. – ustawa – Prawo o ustroju sądów administracyjnych
- p.u.s.p. – ustawa – Prawo o ustroju sądów powszechnych
- p.w. – ustawa z 2001 r. – Prawo wodne
- p.w. z 1974 r. – ustawa z 1974 r. – Prawo wodne
- p.w.p. – ustawa – Prawo własności przemysłowej
- p.z.p. – ustawa – Prawo zamówień publicznych
- u.b.i.m. – ustawa o bezpieczeństwie imprez masowych
- u.c.p.g. – ustawa z 1996 r. o utrzymaniu czystości i porządku w gminach
- u.d.i.p. – ustawa z 2001 r. o dostępie do informacji publicznej
- u.d.l. – ustawa z 2011 r. o działalności leczniczej
- u.d.p. – ustawa o drogach publicznych
- u.e.r.f.u.s. – ustawa o emeryturach i rentach z Funduszu Ubezpieczeń Społecznych
- u.f.p. – ustawa o finansach publicznych
- u.g.h. – ustawa z 2009 r. o grach hazardowych
- u.g.n. – ustawa o gospodarce nieruchomościami
- u.k.r.s. – ustawa o Krajowym Rejestrze Sądowym
- u.k.s. – ustawa o kontroli skarbowej
- u.k.s.e. – ustawa z 1997 r. o komornikach sądowych i egzekucji
- u.k.s.s.c. – ustawa z 2005 r. o kosztach sądowych w sprawach cywilnych
- u.k.w.h. – ustawa o księgach wieczystych i hipotece
- u.o.d.o. – ustawa z 1997 roku o ochronie danych osobowych
- u.o.k.k. – ustawa z 2007 r. o ochronie konkurencji i konsumentów
- u.o.k.k. z 2000 r. – ustawa z 2000 r. o ochronie konkurencji i konsumentów
- u.o.n.d.f.p. – ustawa o odpowiedzialności za naruszenie dyscypliny finansów publicznych
- u.o.p. – ustawa o ochronie przyrody
- u.p.a. – ustawa o podatku akcyzowym
- u.p.a.p.p. – ustawa o prawie autorskim i prawach pokrewnych
- u.p.c.c. – ustawa o podatku od czynności cywilnoprawnych
- u.p.d.o.f. – ustawa z 1991 r. o podatku dochodowym od osób fizycznych
- u.p.d.o.p. – ustawa z 1992 r. o podatku dochodowym od osób prawnych
- u.p.e.a. – ustawa o postępowaniu egzekucyjnym w administracji
- u.p.f. – ustawa – Prawo farmaceutyczne
- u.p.n. – ustawa z 2005 r. o przeciwdziałaniu narkomanii
- u.p.o.l. – ustawa z 1991 r. o podatkach i opłatach lokalnych
- u.p.o.u.a. – ustawa o pomocy osobom uprawnionych do alimentów
- u.p.s. – ustawa o pomocy społecznej
- u.p.s.d. – ustawa o podatku od spadków i darowizn
- u.p.t.u. – ustawa z 2004 r. o podatku od towarów i usług
- u.p.t.u. z 1993 r. – ustawa z 1993 r. o podatku od towarów i usług oraz o podatku akcyzowym
- u.p.z.p. – ustawa o planowaniu i zagospodarowaniu przestrzennym
- u.s.d.g. – ustawa o swobodzie działalności gospodarczej
- u.s.g. – ustawa o samorządzie gminnym
- u.s.m. – ustawa o spółdzielniach mieszkaniowych
- u.s.o. – ustawa o systemie oświaty
- u.s.p. – ustawa o samorządzie powiatowym
- u.s.u.s. – ustawa o systemie ubezpieczeń społecznych
- u.s.w. – ustawa o samorządzie województwa
- u.sz.w. – ustawa o szkolnictwie wyższym
- u.ś.r. – ustawa o świadczeniach rodzinnych
- u.t.d. – ustawa o transporcie drogowym
- u.t.k. – ustawa o transporcie kolejowym
- u.w.l. – ustawa o własności lokali
- u.z.a. – ustawa o zaliczce alimentacyjnej
- u.z.n.k. – ustawa o zwalczaniu nieuczciwej konkurencji
- u.z.o.z. – ustawa o zakładach opieki zdrowotnej
- u.z.p. – ustawa o zagospodarowaniu przestrzennym
- u.z.p.d.o.f. – ustawa o zryczałtowanym podatku dochodowym od niektórych przychodów osiąganych przez osoby fizyczne
- u.z.p.p.r. – ustawa o zasadach prowadzenia polityki rozwoju
- u.z.t. – ustawa o znakach towarowych

## Orzecznictwo

### Urzędowe zbiory
- ONSA – Orzecznictwo Naczelnego Sądu Administracyjnego
- ONSAiWSA – Orzecznictwo Naczelnego Sądu Administracyjnego i Wojewódzkich Sądów Administracyjnych
- OSNC – Orzecznictwo Sądu Najwyższego Izba Cywilna (od 1962 r. do końca 1994 r. – OSNCP)
- OSNKW – Orzecznictwo Sądu Najwyższego Izba Karna i Wojskowa
- OSNP – Orzecznictwo Sądu Najwyższego Izba Pracy (od 1994 r. do początku 2003 r. – OSNAP)
- OTK – Orzecznictwo Trybunału Konstytucyjnego
- OTK-A – Orzecznictwo Trybunału Konstytucyjnego – Seria A
- OTK-B – Orzecznictwo Trybunału Konstytucyjnego – Seria B
- ZOTSiSPI – Zbiór Orzeczeń Trybunału Sprawiedliwości i Sądu Pierwszej Instancji
- ECR – European Court Reports
- OTK-supl. – Orzecznictwo Trybunału Konstytucyjnego – suplement

### Pozostałe zbiory
- Admin. – Administracja
- Apel.-Gda – Apelacja – Sąd Apelacyjny w Gdańsku
- Apel.-Lub – Apelacja – Sąd Apelacyjny w Lublinie
- Apel.-W-wa – Apelacja – Sąd Apelacyjny w Warszawie
- Biul.NDFP – Biuletyn orzecznictwa w sprawach o naturze dyscypliny finansów publicznych
- Biul,PK – Biuletyn Prawa Karnego
- Biul.SAKa – Biuletyn Sądu Apelacyjnego w Katowicach
- Biul.SASz – Biuletyn Informacyjny Sądu Apelacyjnego w Szczecinie
- Biul.Skarb. – Biuletyn Skarbowy Ministerstwa Finansów
- Biul,SN – Biuletyn Biura Orzecznictwa SN
- CASUS – CASUS
- Cz.PKiNP – Czasopismo Prawa Karnego i Nauk Penalnych
- Dor.Podat. – Doradztwo Podatkowe
- ECR – European Court Reports
- Fiskus – Fiskus
- FK – Finanse Komunalne
- G.Podatkowa – Gazeta Podatkowa
- G.Prawna FiP – Gazeta Prawna Firma i Prawo
- G.Prawna KiPła – Gazeta Prawna Kadry i Płace
- G.Prawna KiPod – Gazeta Prawna – Księgowość i Podatki
- G.Prawna MF – Gazeta Prawna – Moja Firma
- G.Prawna NO – Gazeta Prawna – Najważniejsze Orzecznictwo
- G.Prawna NPP – Gazeta Prawna – Nowe Prawo Praktyka
- G.Prawna NPPiP – Gazeta Prawna – Nowe Prawo Przepisy i Praktyka
- G.Prawna RiA – Gazeta Prawna – Rachunkowość i Audyt
- G.Prawna SiA – Gazeta Prawna – Samorząd i Administracja
- G.Prawna TK – Gazeta Prawna – Tygodnik Kadrowy
- G.Prawna TP – Gazeta Prawna – Tygodnik Podatkowy
- G.Prawna TPA – Gazeta Prawna – Tygodnik Prawa Administracyjnego
- G.Prawna TPG – Gazeta Prawna – Tygodnik Prawa Gospodarczego
- G.Prawna TPPiU – Gazeta Prawna – Tygodnik Prawa Pracy i Ubezpieczeń
- G.Prawna TPwF – Gazeta Prawna – Tygodnik Prawo w Firmie
- G.Prawna TS – Gazeta Prawna – Tygodnik Samorządowy
- G.Prawna UiŚ – Gazeta Prawna – Ubezpieczenia i Świadczenia
- G.Prawna – Gazeta Prawna
- Glosa – Glosa
- GSP-Prz.Orz. – Gdańskie Studia Prawnicze – Przegląd Orzecznictwa
- Inf,Pr. – Informacja Prawnicza – zeszyty karne
- IPP – INFORmator Prawno-Podatkowy
- Jur.Podat. – Jurysdykcja Podatkowa
- KZS – Krakowskie Zeszyty Sądowe
- M.P. – Monitor Polski
- M.P,Pr. – Monitor Prawa Pracy
- M.P.Pr.-wkł. – Monitor Prawa Pracy – wkładka
- M.Podat. – Monitor Podatkowy
- M.Pr.Bank. – Monitor Prawa Bankowego
- M.Prawn. – Monitor Prawniczy
- M.Spół. – Monitor Spółdzielczy
- MPH – Monitor Prawa Handlowego
- MSiG – Monitor Sądowy i Gospodarczy
- NP – Nowe Prawo
- NZS – Nowe Zeszyty Samorządowe
- ONSA-OZ – Orzecznictwo Naczelnego Sądu Administracyjnego w sprawach ochrony zabytków
- OPP – Orzecznictwo podatkowe. Przegląd
- OSA – Orzecznictwo Sądów Apelacyjnych
- OSAB – Orzecznictwo Sądów Apelacji Białostockiej
- OSAG – Orzecznictwo Sądu Apelacyjnego w Gdańsku
- OSAŁ – Orzecznictwo Sądu Apelacyjnego w Łodzi
- OSASz – Orzecznictwo Sądu Apelacyjnego w Szczecinie
- OSAW – Orzecznictwo Apelacji Wrocławskiej
- OSNP-wkł. – Orzecznictwo Sądu Najwyższego Izba Pracy – wkładka
- OSNwSK – Orzecznictwo Sądu Najwyższego w Sprawach Karnych
- OSP – Orzecznictwo Sądów Polskich
- OŚP – Ochrona środowiska. Przegląd
- OwSS – Orzecznictwo w Sprawach Samorządowych
- Palestra – Palestra
- PiM – Prawo i Medycyna
- PiP – Państwo i Prawo
- PiZS – Praca i Zabezpieczenie Społeczne
- POP – Przegląd Orzecznictwa Podatkowego
- POP – Przegląd Orzecznictwa Podatkowego
- Por.VAT – Poradnik VAT
- POSAG – Przegląd Orzecznictwa Sądu Apelacyjnego w Gdańsku
- PP – Przegląd Podatkowy
- PPH – Przegląd Prawa Handlowego
- PPiPS – Prawo pracy i prawo socjalne
- PPP – Przegląd prawa publicznego
- PPW – Prawo Papierów Wartościowych
- Pr.Bankowe – Prawo Bankowe
- Pr.Gosp. – Prawo Gospodarcze
- Pr.iP. – Prawo i Podatki
- Pr.Pracy – Prawo Pracy
- Pr.Spółek – Prawo Spółek
- Prob.Egz. – Problemy Egzekucji
- Prob.Egz.S. – Problemy Egzekucji Sądowej
- Prok.i Pr. – Prokuratura i Prawo
- Prok.i Pr.-wkł. – Prokuratura i Prawo – wkładka
- Prz.Sejm. – Przegląd Sejmowy
- PS – Przegląd Sądowy
- PS-wkł. – Orzecznictwo Sądów Apel. – wkł. do PS
- PUG – Przegląd Ustawodawstwa Gospodarczego
- PZP – Prawo Zamówień Publicznych
- Radca Prawny – Radca Prawny
- Rejent – Rejent
- RPP – Rachunkowość. Poradnik praktyczny
- Rzeczposp. DF – Rzeczpospolita – Dobra Firma
- Rzeczposp. PCD – Rzeczpospolita – Prawo co dnia
- Rzeczposp. PiP – Rzeczpospolita – Prawo i Praktyka
- S.Podat. – Serwis Podatkowy
- Sł.Pracow. – Służba Pracownicza
- ST – Samorząd Terytorialny
- TPP – Transformacje Prawa Prywatnego
- Wokanda – Wokanda
- WPP – Wojskowy Przegląd Prawniczy
- Wspólnota – Wspólnota
- ZNSA – Zeszyty Naukowe Sądownictwa Administracyjnego
- ZPO – Zamówienia Publiczne w Orzecznictwie